# 強壯擬花鮨
強壯擬花鮨（学名：Pseudanthias olivaceus），又稱強壯擬花鱸，為輻鰭魚綱鱸形目鱸亞目鮨科的其中一種，其种加词“olivaceus”意为“橄榄绿色的”。分布於太平洋區，包括庫克群島、吉里巴斯、法屬波里尼西亞海域，棲息深度1-34公尺，體長可達8.8公分，為底棲性魚類，屬肉食性，生活習性不明。